# Raymond Lam
Raymond Lam Fung (Xiamen, 8 december 1979) (jiaxiang: Fujian, Xiamen) is een Hongkongse TVB-acteur en zanger. Lam Fung (spreek uit als [Lam Fong]) werd geboren in een rijke familie als Raymond Lam Wai-Man. Zijn vader is een succesvolle investeerder in onroerend goed stond bekend als de "Li Ka-Shing" van de zeestad Xiamen. De acteur spreekt behalve Standaardkantonees, ook Minnanyu, Standaardmandarijn en Engels.
Lam Fung heeft een zus en een broertje Lam Fung vermijdt tijdens interviews meestal het onderwerp over de rijkdom van zijn familie.
De beginliederen van de TVB-series: Eternal Happiness, Survivor's Law, The Last Breakthrough, The Master of Tai Chi, The Mysteries of Love en Growing Through Life zijn gezongen door Lam Fung.

## Filmografie
- Mr. Nice Guy (1997)
- At the Threshold of an Era (1999)
- Incurable Traits (2000)
- Stolen Love (2001)
- A Taste of Love (2001)
- A Step Into The Past (2001)
- Eternal Happiness (2002)
- Golden Faith (2002)
- Lofty Waters Verdant Bow (2002)
- Survivor's Law (2003)
- Blade Heart (2004)
- Twin of Brothers (2004)
- The Last Breakthrough (2004)
- Food For Life (2005)
- Lethal Weapons of Love and Passion (2006)
- La Femme Desperado (2006)
- Face to Fate (2006)
- Heart of Greed (2007)
- New Breath of Love (2007)
- The Drive of Life (2007)
- The Master of Tai Chi (2008)
- The Four (2008)
- Moonlight Resonance (2008)
- The Mysteries of Love (2010)
- Growing Through Life (2010)

## Fanclub
Lam Fung's fanclub staat bekend onder de naam "Fung Forever" (FF). Deze heeft leden uit vele verschillende landen. FF organiseert elk jaar bijeenkomsten en de belangrijkste is natuurlijk die op de verjaardag van Lam Fung.